# Interpretacija Svetega pisma v Cerkvi
Interpretacija Svetega pisma v Cerkvi (izvirno italijansko L'interpretazione della Bibbia nella Chiesa) je dokument Rimskokatoliške Cerkve), ki ga je leta 1993 izdala Papeška biblična komisija, ki je tedaj delovala pod vodstvom kardinala Josepha Ratzingerja, poznejšega papeža Benedikta XVI.
Okrožnica se ukvarja z vprašanjem preučevanja in razlaganja Svetega pisma (tako v zgodovini kot z današnjimi znanstvenimi metodami) in pomenom le-tega v sodobni Cerkvi in družbi.
V zbirki Cerkveni dokumenti je to delo izšlo leta 2000 kot 87. zvezek (kratica CD 87).